# 古沢真紀
古沢 真紀（ふるさわ まき、1964年8月8日 - ）は、日本のフリーアナウンサーである。元石川テレビ放送アナウンサー。所属事務所は、オールウェーブ・アソシエツ。

## 人物・来歴
- 帝塚山大学教養学部教養学科卒業。生田教室修了。石川テレビ放送を経てフリーになり、千葉テレビ、日経CNBCなどでキャスターとして活躍。
- 2011年3月までダイワ・証券情報TVで経済キャスターを務めた。他にファイナンシャルプランナー、北海道武蔵女子短期大学でインターンシップ講師、経済コメンテーターなども務めている。

## 出演番組
- 生活向上エンタテインメント「対談・あらためて考える資産運用」（TwellV）
- NEWS21 サタデースコープ→週刊BS-TBS報道部「この国に生きる」（BS-TBS）
- 2012年☆金予測～マネーのみちしるべ（Act On TV）
- ニュース（玉川美沙 ハピリー内、文化放送）
- ニュースの焦点・次の世代へ（2013年4月 - 、BS-TBS）

### 過去の出演番組
- 東京モーニングエクスプレス（日経CNBC）
- 東京マーケットエクスプレス（日経CNBC）
- CTCニュース 930ライフ（千葉テレビ）
- 株式ワイド「速報!寄付情報」（ダイワ・証券情報TV）
- 株式ワイド「前引・マーケット情報」（ダイワ・証券情報TV）
- ギュッと凝縮　エコノミ☆マルシェ（ダイワ・証券情報TV）